# Izola
Izola (tal. Isola, ranije Isola d'Istria) je gradić i istoimena općina u slovenskom dijelu Istre. Smješten je na obali tršćanskog zaljeva i dio je Primorske, tradicionalne slovenske regije. Ima 14.549 stanovnika (2002.) Stari dio grada leži na otočiću koji je niskom umjetnom prevlakom spojen s kopnom.

## Povijest
Stari dio gradića je na nekadašnjem otoku, što je korijen i današnjeg imena Izola. Tako mala udaljenost otoka od kopna omogućila je naseljavanje otoka još u 1. stoljeću. Kasnije je otok spojen s kopnom kamenim mostom. 
1253. je Izola proglasila nezavisnost  i organizirala vlastito zakonodavstvo i upravnu vlast, što je u 13.om i 14. stoljeću dovelo do niza ratova s konkurentskim gradovima Koprom i Piranom.
1499. u Izolu dolazi živjeti kartograf Pietro Coppo. Ovdje je napisao više svojih značajnih djela. U centru grada, u Parku Pietra Coppa, danas stoji uklesana u kamenu ploču karta Istre, napravljena na temelju njegovog zadnjeg djela Del sito de Listria. 
U 18. stoljeću Izola je bila dio Venecijanske Republike, da bi krajem stoljeća (1797.) postala dijelom Habsburške monarhije.
Početkom 19. stoljeća srušen je obrambeni zid, a materijal je upotrijebljen za zasipavanje mora između kopna i otoka. 
1820. je Chiaro Vascotto u Izoli pronašao mineralni izvor. Potaknuo je bogate građane da izgrade termalne kupke koje su otvorene 1824. Može se reći, da je Vascotto začetnik izolskog turizma. Kasnije su termalne kupke preuređene u pogon za preradu ribe, tako da se na mjestu izvora mineralne vode nalazila tvornica Arrigoni, danas Delamaris.
Prema popisu stanovništva provedenom 1900. na području Austro-Ugarske Monarhije, u Izoli je tada živjelo 5.326 Talijana, 20 Slovenaca i 17 Nijemaca.
1918. Izola, kao veći dio obale, ulazi u sastav Italije. Nakon 2. svjetskog rata je, od 1947. do 1954. dio Slobodnog teritorija Trsta, a od tada do osamostaljenja Slovenije je bila u sastavu Jugoslavije.
I danas se po arhitekturi starog dijela grada može naslutiti povijest ovog gradića. 

## Gospodarstvo
Grad je u prošlosti bio poznat po njegovoj ribarskoj tradiciji koja je predstavljala gospodarsku granu. U Izoli ima i marina za čamce dužine do 30 m i gazom do 4,5 Od industrije je najpoznatija tvrtka u Izoli, Droga Kolinska s proizvodnjom paštete Argete. U Izoli postoji i mnogo manjih kompanija i obrta.
Razvijena je i turistička i gastronomska ponuda. 

## Klima
- Prosječna ljetna temperatura: 28°C
- Prosječna zimska temperatura: 5°C
- Broj sunčanih dana u godini: 300
- Broj kišnih dana u godini: 65

| Klimatološki srednjaci za Izolu                                      | Klimatološki srednjaci za Izolu | Klimatološki srednjaci za Izolu | Klimatološki srednjaci za Izolu | Klimatološki srednjaci za Izolu | Klimatološki srednjaci za Izolu | Klimatološki srednjaci za Izolu | Klimatološki srednjaci za Izolu | Klimatološki srednjaci za Izolu | Klimatološki srednjaci za Izolu | Klimatološki srednjaci za Izolu | Klimatološki srednjaci za Izolu | Klimatološki srednjaci za Izolu | Klimatološki srednjaci za Izolu |
| mjesec                                                               | sij                             | velj                            | ožu                             | tra                             | svi                             | lip                             | srp                             | kol                             | ruj                             | lis                             | stu                             | pro                             | godina                          |
| -------------------------------------------------------------------- | ------------------------------- | ------------------------------- | ------------------------------- | ------------------------------- | ------------------------------- | ------------------------------- | ------------------------------- | ------------------------------- | ------------------------------- | ------------------------------- | ------------------------------- | ------------------------------- | ------------------------------- |
| srednji maksimum, °C                                                 | 7,7                             | 9,2                             | 12,6                            | 16,6                            | 21,4                            | 24,7                            | 27,4                            | 27                              | 23,3                            | 18,7                            | 13                              | 9,2                             | 17,6                            |
| srednji minimum, °C                                                  | 3,4                             | 3,8                             | 6                               | 9,2                             | 13,4                            | 17                              | 19,5                            | 19,3                            | 16,2                            | 12,3                            | 7,5                             | 4,5                             | 11                              |
| oborine, mm                                                          | 75                              | 70                              | 72                              | 90                              | 82                              | 92                              | 69                              | 94                              | 110                             | 97                              | 116                             | 86                              | 1,053                           |
| Izvor: https://it.climate-data.org/europa/slovenia/isola/isola-9035/ |                                 |                                 |                                 |                                 |                                 |                                 |                                 |                                 |                                 |                                 |                                 |                                 |                                 |

## Poznate osobe
- Umberto Felluga, talijanski antifašist i iredentist

## Šport
- NK Izola, nogometni klub koji je djelovao do 1996. godine

## Vanjske poveznice
- Izola, službena stranica općine
- gremoVEN.com - Izola,
- Izola.eu  Arhivirana inačica izvorne stranice od 5. ožujka 2016. (Wayback Machine)